# Scrooge Festival
Het Scrooge Festival is een tweedaags victoriaans festival in de historische kern van Arcen, een dorp in de Nederlandse gemeente Venlo. Het wordt georganiseerd sinds 2009. Organisator is de Stichting Volkscultuur Arcen, in samenwerking met de gemeente Venlo, ondernemers, verenigingen en bevolking van de plaats. In totaal werken er bijna 300 mensen aan mee.
Het straatfestival voert terug naar het Londen van de financier en vrek Ebenezer Scrooge uit de roman A Christmas Carol van Charles Dickens. Het idee voor zo'n festival komt uit Deventer, waar jaarlijks het Dickens Festijn wordt gehouden.

## Opzet
De omgeving wordt zo authentiek mogelijk aangekleed om de sfeer weer te geven van de roman. Sommige buurtbewoners gaan gekleed in de mode van 1843, figuranten voeren kleine theaterstukjes op die afgeleid zijn van het verhaal over Scrooge. In tegenstelling tot veel andere straatfestivals wordt in Arcen een toegangsprijs gevraagd.